# Mimerastria mandschurica
Mimerastria mandschurica är en fjärilsart som beskrevs av Fix. 1887. Mimerastria mandschurica ingår i släktet Mimerastria och familjen trågspinnare. Inga underarter finns listade i Catalogue of Life.